# Pallikot
Pallikot (en népalais : पल्लीकोट) est un comité de développement villageois du Népal situé dans le district de Gulmi. Au recensement de 2011, il comptait 2 862 habitants.